# 百鬼夜講化物語
百鬼夜講化物語（ひゃっきやこう-ばけものがたり）は、1785年（天明5年）伊勢屋治助（いせ治）あるいは村田屋次郎兵衛（栄邑堂）から出版された江戸の草双紙（黄表紙に属する）である。妖怪を主題として描いており、半丁ごとに1体の妖怪の絵と名前、戯文調のせりふや本文が書き込まれている。版面の中心にあたる柱には「いきやう」という題が書かれている。

## 作者について
作者ならびに画工については本文中に明確な表示がなされていないために何者であるかははっきりしていないが、巻頭に配されている序文の文末には「古狼野干（ころうやかん）化物屋敷の玄関におゐて書す」という文言が見られ、これを作者名とみることも出来る。

## 内容
本文は序文を含めて全10丁であり、総数としては19の妖怪が描かれている。みこし入道やうぶめといった江戸時代においてひとびとの間に知られていた妖怪、猴王（こうおう、『西遊記』の孫悟空）など漢籍を用いたものなども描かれるが、コワバカラチキなど当時の吉原などで使用されていた言葉あそび（オストアンデル＝饅頭などのように日本語を南蛮渡来の言葉めかしたもので、コワバカラチキは「これはばからしい」という意味の南蛮ことば）を題材としたものなども見られる。
各丁に書き込まれているせりふの中身は画面のストーリー上に沿っているものではなく、おおよそ笑いを主としており、洒落や地口、画面上での描かれ様に対しての登場人物自身の感想などがすべての画面に書き込まれている。たとえば、石塔ノ火（せきとう の ひ）は石塔が化けてお歯黒をつけた女の姿になって出没していたものを武士が刀で斬ったという話が描かれているが、そのことを記した短い本文の後に書き込まれたせりふは、武士は大道商人のひとつであった歯磨き売り（大きな刀をふるって通行人をあつめて販売していた）を意識したせりふ、妖怪側はそんな歯磨き売りを知らぬ顔していった通行人という体のせりふがそれぞれ書かれており、画面上での構造（刀を抜いて道で立っている男がいるという図）から連想された喜劇的な展開が描かれている。
| 妖怪名               | 戯作的なせりふ表現                                                                     | 人間の登場 |
| -------------------- | -------------------------------------------------------------------------------------- | ---------- |
| 一ッさん首           | 首の飛ぶ様子を歌舞伎劇場におけるケレンの演出のようだと語る                             | 有         |
| 山ノ神（魑魅・魍魎） | 人間の母子の会話に見立てる（母＝山の神という俗語から）                                 | 無         |
| 首釣り柳             | ぶらさがっているのは煮売り屋のタコのようだと語る                                       | 無         |
| 石塔ノ火             | 大道芸の歯磨き売りに遭遇した通行人のようなそぶりをとる                                 | 有         |
| うぶめ               | 柳の下から出る様子を夜鷹（低廉な私娼）の会話に見立てる                                 | 有         |
| 山鬼                 | 浄瑠璃（『菅原伝授手習鑑』の松王丸）のせりふをもじる                                   | 有         |
| コワバカラチキ       | 吉原の花魁ことばや南蛮ことばを素材としている                                           | 有         |
| 蚘虫（いちゅう）     | 双頭のすがたをしているので行動が大変であると語る                                       | 無         |
| 遊魂                 | きちんとした弔いを受けられなかったとぼやき語る                                         | 無         |
| 肉吸                 | 遊女と遊客の会話に見立てる                                                             | 有         |
| 髪長女               | 髪が長いので妖怪稼業をやめてかもじ屋を開店できると語る                                 | 有         |
| 鬼火                 | 花火のようだと語られる                                                                 | 有         |
| おどり山伏           | 長唄（『京鹿子娘道成寺』）のせりふをもじる／浅草にいた薬売りの山本宮内を素材としている | 有         |
| 蛇腹女               | 万歳などの厄払いの文句をもじる                                                         | 有         |
| 蓑むぐら             | 背中が蓑（みの）なので雨のときでも困らないと語る／両国の見世物に見立てる               | 有         |
| みこし入道           | 万歳の文句（徳若に御万歳など）をもじる                                                 | 有         |
| 倡妓霊               | 吉原に関する語句（八朔など）をおりまぜる                                               | 有         |
| 海蝙蝠               | 住みつき方を一般的なコウモリに見立てる                                                 | 無         |
| 猴王                 | 「さる」尽くしの口上を語る                                                             | 無         |

このような半丁ごとに個別の妖怪を一画面として描く絵本形式は『画図百鬼夜行』（鳥山石燕、1776年）などに形式をならったものであり、「百鬼夜講」という「百鬼夜行」を意識した題も何か意識をしたところがあったのではないかと考えられている。『画図百鬼夜行』のような妖怪を個別に紹介してゆく妖怪図鑑とも見られような形式は、妖怪をあつかった黄表紙作品のなかでも多数を占めていた初期の草双紙（赤本・黒本・青本）から存在する化物尽しもの・化物退治ものなどの構成（見開きの一丁に複数の妖怪を描き込む構図など）とは異なる形式であるが、『百鬼夜講化物語』での妖怪と人間の会話文を記す点・妖怪たち自身の発するせりふに笑いの要素が存在する点などの要素は、むしろ化物尽しもののような形式に近い描かれ方であり、『夭怪着到牒』（北尾政美、1788年）などにもつらなる流れにあたる作品であるとも言える。